# Arthur Nicolson
Arthur Nicolson, 1. baron Carnock (Arthur Nicolson, 1st Baron Carnock, 11th baronet Nicolson of Carnock) (10. září 1849 Londýn – 6. listopadu 1928 Londýn) byl britský diplomat. Ve službách ministerstva zahraničí působil od roku 1870 a zastával řadu nižších funkcí v různých zemích. V době před první světovou válkou měl důležitou úlohu jako velvyslanec v Rusku (1906–1910), nakonec byl státním podsekretářem na ministerstvu zahraničí (1910–1916). Po odchodu do výslužby byl povýšen na barona a vstoupil do Sněmovny lordů (1916).

## Životopis

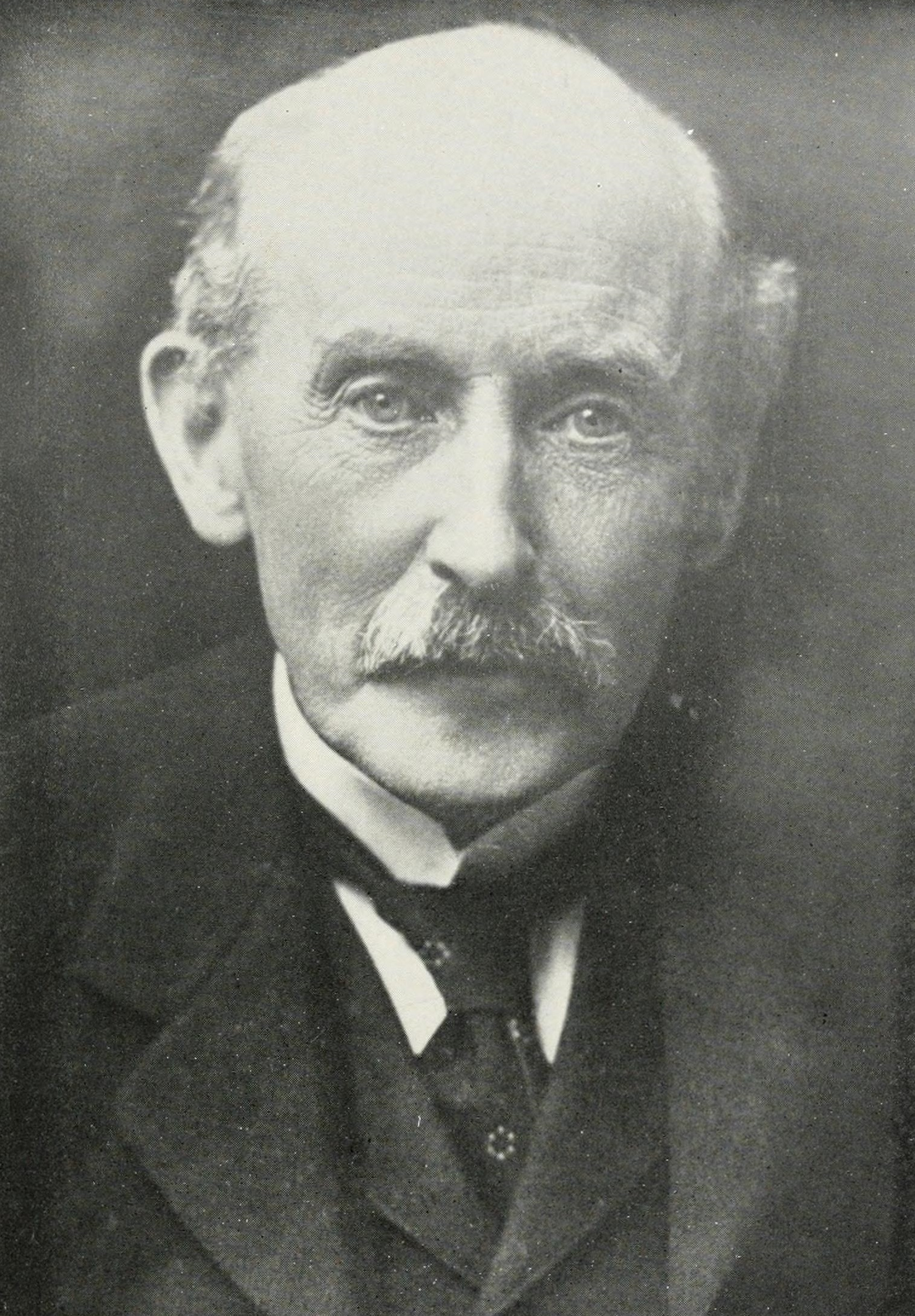
Arthur Nicolson, baron Carnock

Pocházel ze starého skotského rodu, který od 17. století užíval titul baroneta. Narodil se jako mladší syn admirála Sira Fredericka Williama Nicolsona (1815–1899) a část dětství strávil s otcem na moři. Nedokončil studia v Oxfordu a v roce 1870 vstoupil do služeb ministerstva zahraničí, kde byl v letech 1872–1874 tajemníkem 2. hraběte Granville. Poté zastával nižší diplomatické posty v Berlíně a Pekingu, mezitím se v roce 1878 zúčastnil Berlínského kongresu. V letech 1879–1881 byl vyslaneckým tajemníkem v Istanbulu, v roce 1882 doprovázel hraběte Dufferina do Egypta. Jako chargé d'affaires poté působil v Athénách (1884–1885) a Teheránu (1885–1888). Jako rytíř Řádu indické hvězdy byl v roce 1888 povýšen do šlechtického stavu s nárokem na titul Sir. V letech 1888–1893 pobýval v Budapešti ve funkci generálního konzula, poté se vrátil do Istanbulu, kde byl velvyslaneckým radou (1893–1894). Krátce zastával funkci generálního konzula v Sofii (1894–1895) a poté zplnomocněného ministra a generálního konzula v Maroku (1895–1903).
V roce 1905 byl jmenován členem Tajné rady a v letech 1905–1906 byl velvyslancem v Madridu, poté byl ve stejné funkci přeložen do Petrohradu (1906–1910). Nakonec se vrátil do Londýna a v letech 1910–1916 zastával nepolitickou funkci stálého státního podsekretáře zahraničí. Patřil k blízkým spolupracovníkům ministra zahraničí Edwarda Greye a prosazoval sbližování s Ruskem, což se mu dařilo především během diplomatické mise v Petrohradě, kde měl větší vliv než zástupci Německa a Rakouska-Uherska. Spolu s Greyem rezignoval a v roce 1916 odešel do výslužby. Téhož roku získal titul barona a vstoupil do Sněmovny lordů (po otci byl již od roku 1899 nositelem titulu baroneta).
Za zásluhy byl nositelem velkokříže Viktoriina řádu (1905), Řádu sv. Michala a sv. Jiří (1906) a Řádu lázně (1907). Několik vyznamenání obdržel také od představitelů zahraničních mocností, byl nositelem francouzské Čestné legie, španělského Řádu Karla III. a ruského Řádu sv. Alexandra Něvského. V roce 1916 získal čestný doktorát v Oxfordu.
V Istanbulu se v roce 1882 oženil s Mary Catherine Hamiltonovou (1859–1951), s níž měl čtyři děti. Z potomstva vynikl syn Harold Nicolson (1886–1968), který se uplatnil jako politik a spisovatel.